# Triburile Europei
Triburile Europei (în engleză Tribes of Europa) este un serial de televiziune german științifico-fantastic distopic regizat de Philip Koch și Florian Baxmeyer care a avut premiera pe Netflix la 19 febuarie 2021.

## Rezumat
Seria are loc în Europa anului 2074. După o catastrofă și o întrerupere globală a energiei și a telecomunicațiilor (Decembrie Negru 2029), Europa s-a dezintegrat în numeroase state pitice în care triburi individuale luptă pentru supremație. În centrul complotului se află cei trei frați Liv, Kiano și Elja din micul trib Origini.
Cei din Origini duc o viață iubitoare de natură, retrasă și pașnică. În opinia lor, tehnologia este responsabilă de dispariția lumii vechi. Un alt trib sunt misterioșii Atlanti care sunt avansați din punct de vedere tehnologic, aceștia au supraviețuit nevătămat la întreruperea globală. Tribul Crows trăiește sub un sistem dictatorial, cu bauat în fostul Berlin, aceștia vor să conducă asupra tuturor celorlalte triburi. Republica Purpurie (Crimson) a fost formată din armata Eurocorps, care operează din baze militare care protejează triburile și doresc să mențină civilizația umană.
După ce un pilot atlant și nava sa spațială se prăbușesc lângă satul tribului Origini, începe un război pentru unui artefact, Cubul. Cei trei frați ajung în mijlocul acestui conflict al celor patru civilizații. Un nou pericol de la răsărit amenință Europa.

## Distribuție
- Henriette Confurius ca Liv[3]
- Emilio Sakraya ca Kiano
- David Ali Rashed ca Elja
- Melika Foroutan ca Varvara
- Oliver Masucci ca Moses
- Robert Finster ca David
- Benjamin Sadler ca Jakob
- Ana Ularu ca Grieta
- Jeanette Hain ca Amena
- Michaël Erpelding ca pilotul atlant
- James Faulkner ca Generalul Cameron
- Johann Myers ca Bracker
- Klaus Tange ca Mark
- Sebastian Blomberg ca Yvar
- Jannik Schümann ca Dewiat
- Alain Blazevic ca Crimson

## Episoade
| Nr. | Titlu         | Regizat de       | Scris de                                 | Data lansării     |
| --- | ------------- | ---------------- | ---------------------------------------- | ----------------- |
| 1   | „Capitolul 1” | Philip Koch      | Philip Koch                              | 19 februarie 2021 |
| 2   | „Capitolul 2” | Philip Koch      | Benjamin Seiler Jana Burbach Philip Koch | 19 februarie 2021 |
| 3   | „Capitolul 3” | Florian Baxmeyer | Jana Burbach Benjamin Seiler Philip Koch | 19 februarie 2021 |
| 4   | „Capitolul 4” | Florian Baxmeyer | Jana Burbach Benjamin Seiler Philip Koch | 19 februarie 2021 |
| 5   | „Capitolul 5” | Florian Baxmeyer | Benjamin Seiler Jana Burbach Philip Koch | 19 februarie 2021 |
| 6   | „Capitolul 6” | Philip Koch      | Philip Koch Jana Burbach Benjamin Seiler | 19 februarie 2021 |

## Producție

Unul dintre locurile de filmare: monumentul Petrova Gora

Filmările la sezonul I au avut loc în perioada 9 septembrie - 22 decembrie 2019 în Republica Cehă, Croația și Germania. Scenele cu avanpostul Republicii Purpurii au fost filmate la monumentul iugoslav de la Petrova Gora, Croația  (vezi imaginea).